# Nachal Derech Burma
Nachal Derech Burma (hebrejsky: נחל דרך בורמה) je vádí v Izraeli, v Judských horách v Jeruzalémském koridoru.
Začíná v nadmořské výšce víc než 500 metrů severně od obce Bejt Me'ir na západních svazích hory Har Arna a přilehlého hřbetu Šluchat Šajarot. Směřuje pak k severozápadu rychle se zahlubujícím údolím se zalesněnými svahy, přičemž míjí ze severu vesnici Mesilat Cijon. Během první arabsko-izraelské války v roce 1948 šlo o strategicky významné místo. Severně odtud totiž leží soutěska zvaná Ša'ar ha-Gaj ležící v místech, kde končí pobřežní planina a začínají svahy Judských hor. Zdejší cesta byla opakovaně blokována okolními Araby, kteří tak dokázali znemožnit zásobování Židů v Jeruzalémě. V arabském držení zůstala i nedaleká výšina Latrun. Proto byla oblast vádí Nachal Derech Burma narychlo využita pro trasování provizorní zásobovací cesty, takzvané Barmské cesty. V současnosti tudy prochází turistická Izraelská stezka. Vádí Nachal Derech Burma pak ústí zprava do toku Nachal Me'ir, který jeho vody odvádí do nedalekého Ajalonského údolí.